# Podmořský kaňon

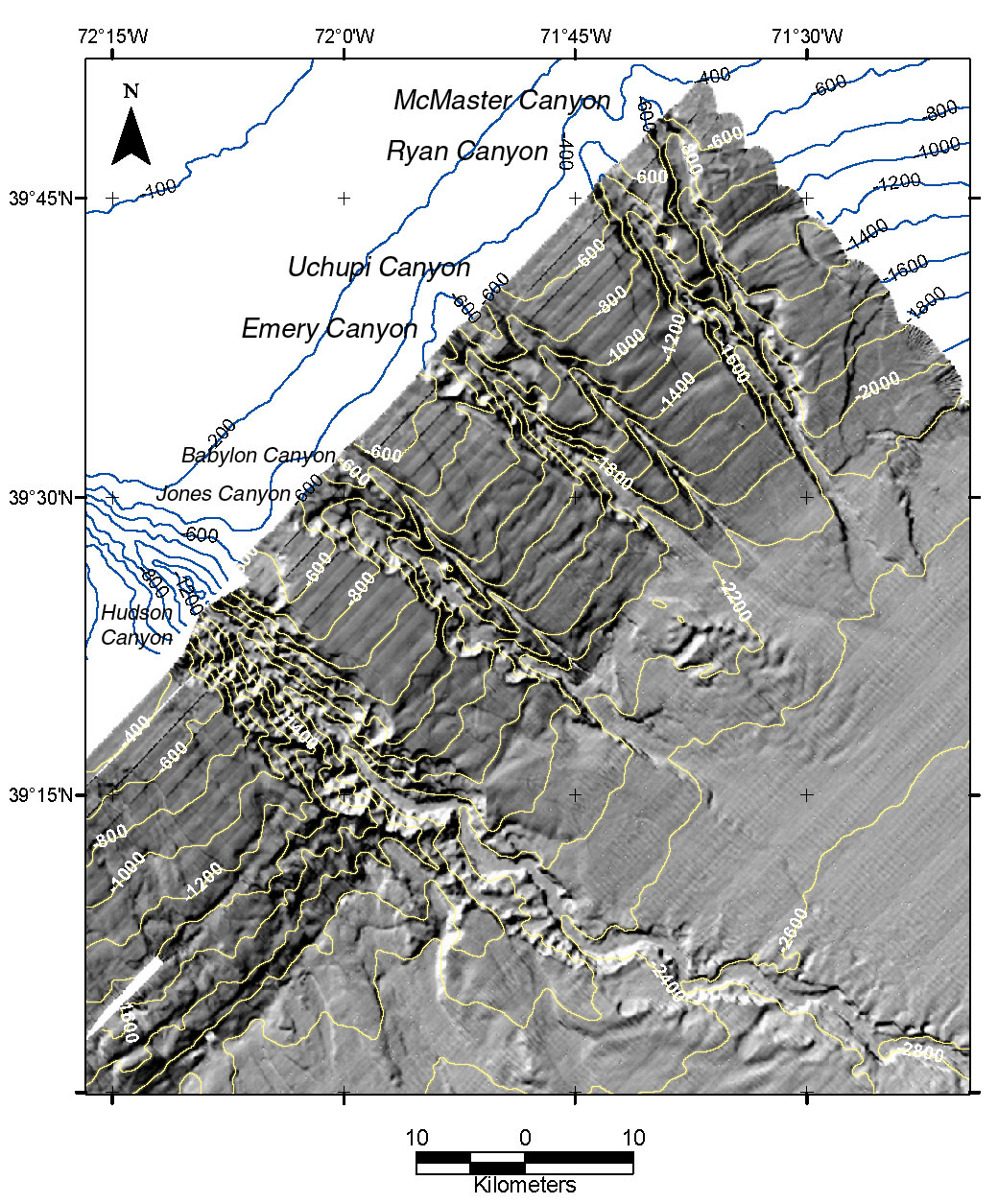
Reliéf několika velkých podmořských kaňonů na pobřeží New Yorku

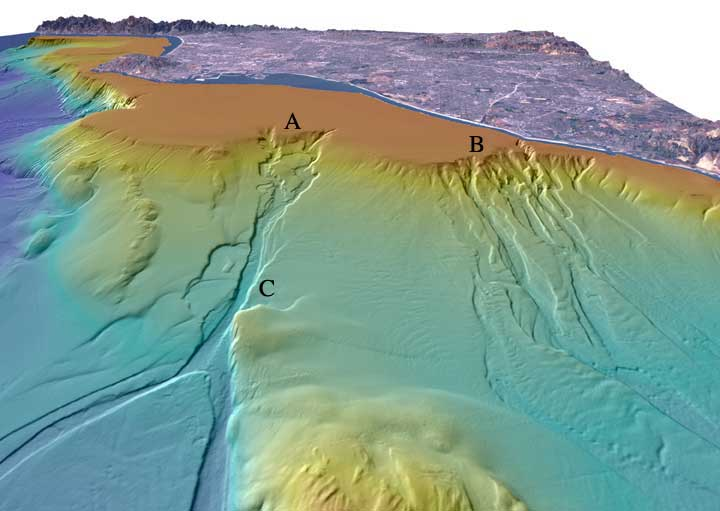
Kaňony San Gabriel a Newport u Los Angeles, reliéfová mapa

Podmořský kaňon je mořský geomorfologický útvar, který mívá svůj začátek na okraji pevninského šelfu (zpravidla u ústí světových veletoků). Mívá průřez ve tvaru písmene V, ale poněkud méně strmé stěny zářezu než kaňony na souši.

## Výskyt
Podmořské kaňony mívají svůj začátek na okraji pevninského šelfu, ovšem může se stát, že jsou do šelfu zaříznuty více a začínají tedy blíže k pobřeží. Konec mívají na rozhraní mezi pevninským svahem a pevninským úpatím. Vedou tedy napříč pevninským svahem, někdy pokračují i skrz pevninské úpatí.
Velké podmořské kaňony se nacházejí zpravidla u ústí světových veletoků. Takovýmto kaňonům se říká podmořské říční kaňony. Například kaňon navazující na řeku Kongo. Tento kaňon je považován za největší podmořský říční kaňon světa. Jeho počátek se nachází v estuáriu řeky Kongo 28 km ve vnitrozemí v hloubce zhruba 21 m. Pokračuje přes kontinentální šelf a svah a své zakončení má v hloubce okolo 2 650 m pod hladinou. Celková délka tohoto kaňonu je kolem 280 km, největší výška stěny kaňonu má 1 100 m a kaňon má v nejširších místech šířku až 14 km. Další podmořské říční kaňony navazují např. na řeky Hudson, Ganga, Amazonka a jiné. Existují však i kaňony bez závislosti na povrchových vodních tocích. Největším takovým kaňonem je kaňon Zhemchug, nacházející se ve střední části Beringova moře. Tento kaňon je považován za vůbec největší kaňon na Zemi. Je tak obrovský, že jej lze spatřit i z vesmíru. Jeho stěny mají výšku až 2 600 m (pro srovnání Grand kaňon má 1 830 m), jeho délka je 1 680 km, široký je téměř 100 km a plocha, kterou tento kaňon zabírá je 11 350 km².

## Tvar
Podle geologické encyklopedie je kaňon úzké údolí se strmými až vertikálními stěnami, které vzniká říční erozí nejčastěji v odolných ploše uložených vrstvách. Podmořské kaňony mají ve svém průřezu tvar písmene V a mívají méně strmé stěny zářezu než kaňony na souši. Existuje i rozdíl mezi kaňony, které jsou pouze na kontinentálním svahu a kaňony, které mají své pokračování až na kontinentální šelf. Kaňony, které jsou pouze na kontinentálním svahu, se vyznačují daleko strmějším sklonem a přímějším tvarem, než kaňony pokračující na šelfu.
Stejně jako suchozemské kaňony, mohou mít i podmořské kaňony přítoky. I když morfologicky mohou podmořské kaňony připomínat říční údolí, vyskytuje se zde i několik rozdílů. V kaňonech se mohou vyskytovat místa, která mají opačný sklon vůči „hlavnímu“ sklonu celého kaňonu, což se v říčním údolí stát nemůže. Také zde bývá prudší sklon podélného profilu než u říčních údolí. Ústí kaňonů na pevninském úpatí má tvar delty, nebo jakéhosi náplavového kužele, jelikož právě prostřednictvím podmořských kaňonů se zerodovaný materiál dostává z pevniny do oceánů. Z toho důvodu je také pevninské úpatí tvořeno tak značnými vrstvami sedimentů.

## Vznik
Jak již bylo řečeno výše, většina velkých kaňonů tvoří jakési podmořské pokračování říčních údolí, a tak dříve převládal názor, že podmořské kaňony vznikly v době, kdy byla hladina světového oceánu níže než dnes a že se jedná o zatopená říční údolí. Nicméně byly objeveny i takové kaňony, které na žádnou řeku nenavazují. Navíc proti této teorii šel i fakt, že se zde vyskytují úseky s opačným sklonem. Některé kaňony navíc končí v hloubkách až kolem 3 500 m pod hladinou a nebylo prokázáno, že by hladina světového oceánu byla někdy tak nízko.
Za genetický základ se dnes považují tektonické příčiny. „Podle dnešních názorů představuje pevninský svah soustavu ker zemské kůry oddělených navzájem stupňovitými zlomy. Současně se vznikem zlomů rovnoběžných s pobřežím vznikaly i zlomy kolmé k pobřeží. Podmořské kaňony jsou jednak vázány na tyto zlomy, zhruba kolmé k pobřeží, jednak představují úzké prolomy vzniklé na zlomech probíhajících rovnoběžně blízko sebe“ (Demek 1987, str. 148).
Tektonický základ je pak přemodelováván exogenními pochody, zejména pak tzv. turbiditními proudy, které jsou v dnešní době považovány jako hlavní proces tvořící podmořské kaňony. Podle geologické encyklopedie je turbiditní proud vodní proud se zvýšenou hustotou vlivem velkého množství suspendovaného sedimentárního materiálu, který působením gravitace teče při dně, využívaje i nepatrného sklonu. Turbiditní proudy vznikají při bouřích, vlivem tsunami, či při podmořských sesuvech, kdy dojde ke zvíření dnových sedimentů. Protože jsou turbiditní proudy hustší než okolní voda, pohybují se po dně zpravidla v údolích, které již dříve vyerodovaly. Rychlost pohybu turbiditních proudů je podle Demka (1987) mezi 70–90 km/hod. Tento proces pak nahrává dalšímu prohlubování podmořských kaňonů. Materiál, který je turbiditními proudy unášen podmořskými kaňony, potom sedimentuje při ústí kaňonů a vytváří již zmiňované delty, či hlubokomořské deltové vějíře. Tento usazený materiál je označován termínem turbidity, pro něž je charakteristické tzv. gradační zvrstvení. Gradační zvrstvení je sled vrstev sedimentů, kdy jsou v nejhlubších největší kameny a úlomky hornin a směrem k povrchu se materiál stává jemnozrnný, jako jsou třeba částečky jílu či slínu. K tomuto uspořádání dochází v důsledku gravitace a s ní související rychlostí sedimentace, přičemž největší a nejtěžší horniny se usazují jako první. Jako poslední se pak usazují nejjemnější částečky, které byly zvířeny či unášeny. Dochází li k turbiditním proudům opakovaně, vznikne jakási sekvence gradačního zvrstvení. Dneska můžeme tyto sekvence pozorovat na horninách tvořící příkrovy východní a jihovýchodní části naší republiky. Těmto horninám se říká flyš, pro které je typické střídání vrstev jemnozrnných jílovců či slínovců a hrubozrnnějších pískovců.